# منطقة الحرية والأمن والعدالة
منطقة الحرية والأمن والعدالة هي عبارة عن مجموعة من الشؤون الداخلية والسياسات العادلة المصممة لضمان الأمن والحقوق وحرية التنقل ضمن الاتحاد الأوروبي. تشمل المناطق المغطاة تنسيق القانون الدولي الخاص، وإجراءات التسليم بين الدول الأعضاء، والسياسات المتعلقة بالضوابط الحدودية الداخلية والخارجية، وتأشيرات السفر المشتركة، وسياسات الهجرة واللجوء والتعاون بين الشرطة والقضاء.
بعد إزالة الحدود الداخلية ضمن الاتحاد الأوروبي، وجب تعزيز التعاون بين الشرطة عبر الحدود لمكافحة جرائم عبور الحدود. من المشاريع البارزة المتعلقة بالمنطقة مذكرة الاعتقال الأوروبية، ومنطقة شنغن، ودوريات فرونتيكس (الوكالة الأوروبية لمراقبة وحماية الحدود الخارجية).

## التنظيم
تقع المنطقة ضمن اختصاص المفوض الأوروبي للعدالة والحقوق الأساسية والمواطنة والمفوض الأوروبي للشؤون الداخلية. وهم يتعاملون مع الأمور التالية: مواطنة الاتحاد الأوروبي؛ مكافحة التمييز العنصري والمخدرات والجريمة المنظمة والإرهاب والاتجار بالبشر؛ حرية تنقل الناس واللجوء والهجرة؛ التعاون القضائي في المسائل المدنية والجنائية؛ تعاون الشرطة والجمارك؛ وهذه الأمور في البلدان المنضمة.
من إدارات المفوضية الأوروبية ذات الصلة المديرية العامة للعدالة ومديرية الشؤون الداخلية. لكن توجد أيضًا وكالات يوروجست ويوروبول، اللتان تطوران التعاون بين القضاء والشرطة على التوالي. توجد أيضًا كلية الشرطة الأوروبية وفرقة عمل رؤساء الشرطة الأوروبية وفرونتيكس.

## الإجراءات
على مر السنين، طور الاتحاد الأوروبي اختصاصًا واسعًا في منطقة العدالة والشؤون الداخلية. تحقيقًا لهذه الغاية، نشأت وكالات تتولى تنسيق الإجراءات المرتبطة بها: يوروبول لتعاون قوات الشرطة، يوروجست للتعاون بين المدعين العامين، وفرونتيكس للتعاون بين سلطات مراقبة الحدود. يدير الاتحاد الأوروبي أيضًا نظام معلومات شنغن الذي يوفر قاعدة بيانات مشتركة لسلطات الشرطة والهجرة في جميع أنحاء منطقة شنغن بلا حدود.
علاوةً على ذلك، سن الاتحاد تشريعات في مجالات مثل تسليم المجرمين (مذكرة الاعتقال الأوروبية)، قانون الأسرة، قانون اللجوء، والعدالة الجنائية.  لطالما تضمنت المعاهدات قوانين حظر التمييز الجنسي والتمييز بين الجنسيات. في السنوات الأخيرة، أُلحقت بسلطات تشريعية ضد التمييز على أساس العرق والدين والإعاقة والعمر والتوجه الجنسي. بموجب هذه الصلاحيات، سن الاتحاد الأوروبي تشريعات بشأن التمييز على أساس الجنس في مكان العمل والتفرقة العمرية والتمييز العنصري.

## الجرائم الأوروبية
في عام 2006، دفع تسرب نفايات سامة من سفينة أوروبية قبالة ساحل العاج، المفوضية إلى النظر في إصدار تشريع ضد النفايات السامة. صرح مفوض البيئة ستافروس ديماس أن «هذه النفايات شديدة السمية لا يجب أن تغادر الاتحاد الأوروبي». بسبب وجود بلدان مثل إسبانيا لا تملك حتى قانونًا يحظر شحن النفايات السامة، اقترح فرانكو فراتيني، مفوض العدالة والحرية والأمن، مع ديماس إصدار أحكام جنائية على «الجرائم البيئية». دافع عن حقه في فعل ذلك عام 2005 في محكمة العدل وكانت النتيجة فوز المفوضية. وضع هذا الحكم عرفًا يمكّن اللجنة، على أساس يتجاوز الحدود الوطنية، من أن تسن تشريعاتها في القانون الجنائي. حتى الآن، كان الاستخدام الآخر الوحيد هو توجيه حقوق الملكية الفكرية. قُدمت اقتراحات في البرلمان الأوروبي ضد هذا التشريع على أساس أن القانون الجنائي لا ينبغي أن يكون من اختصاصات الاتحاد الأوروبي، لكن رُفضت في التصويت. ومع ذلك، في أكتوبر عام 2007، قضت محكمة العدل بأن اللجنة لا يمكنها أن تقترح ماهية العقوبات الجنائية، بل ضرورة وجود بعضها فحسب.
أدرجت المفوضية الأوروبية سبع جرائم أصبحت جرائم أوروبية. تشمل الجرائم السبع التي أعلنتها المفوضية تزوير العملات الورقية والعملات المعدنية؛ تزوير بطاقة الائتمان والشيكات. غسيل أموال؛ الاتجار بالبشر. قرصنة الكمبيوتر وهجمات الفيروسات؛ الفساد في القطاع الخاص؛ وتلوث البحار. تشمل جرائم الاتحاد الأوروبي المستقبلية المحتملة التمييز العنصري والتحريض على الكراهية العنصرية. تجارة الأعضاء؛ والفساد في منح العقود العامة. ستحدد أيضًا مستوى العقوبة، مثل مدة عقوبة السجن، التي تنطبق على كل جريمة.

## التاريخ
بدأت الخطوات الأولى للتعاون الأمني والعدالة داخل الاتحاد الأوروبي في عام 1975 عندما أُنشت مجموعة تريفي (TREVI)، التي تضم وزراء العدالة والشؤون الداخلية في الدول الأعضاء. كان أول تعاون حقيقي هو توقيع اتفاقية شنغن في عام 1990 والتي فتحت الحدود الداخلية للاتحاد الأوروبي وأنشأت منطقة شنغن. عززت اتفاقية دبلن بشكل موازٍ تعاون الشرطة.
أُدرج التعاون في سياسات مثل الهجرة والتعاون في مجال الشرطة رسميًا في معاهدة ماستريخت التي أرست العدالة والشؤون الداخلية كواحدة من «الأركان الثلاث» للاتحاد الأوروبي. نُظم ركن العدالة والشؤون الداخلية على أساس حكومي دولي بمشاركة ضئيلة من مؤسسات الاتحاد الأوروبي فوق الوطنية مثل المفوضية الأوروبية والبرلمان الأوروبي. بموجب هذا الركن، أنشأ الاتحاد الأوروبي المركز الأوروبي لرصد المخدرات وإدمان المخدرات في عام 1993 ووكالة يوروبول في عام 1995. في عام 1997، اعتمد الاتحاد الأوروبي خطة عمل لمكافحة الجريمة المنظمة وأنشأ المركز الأوروبي لرصد العنصرية ورهاب الأجانب. في عام 1998، تأسست الشبكة القضائية الأوروبية في المسائل الجنائية.
قُدمت فكرة منطقة الحرية والأمن والعدالة في مايو عام 1999، في معاهدة أمستردام، التي تنص على أنه يجب على الاتحاد الأوروبي «الحفاظ على الاتحاد وتطويره كمجال للحرية والأمن والعدالة، والذي يضمن حرية التنقل فيه بموجب التدابير المناسبة فيما يتعلق بضوابط الحدود الخارجية واللجوء والهجرة ومنع الجريمة ومكافحتها.» اتُفق على برنامج العمل الأول الذي وضع هذا البند قيد التنفيذ في تامبيري، فنلندا في أكتوبر عام 1999. بعد ذلك، حدد برنامج لاهاي، الذي اتُفق عليه في نوفمبر عام 2004، أهدافًا أخرى يتعين تحقيقها بين عامي 2005 و2010.

## العدالة
حدثت انتقادات لأنشطة الاتحاد الأوروبي لأنها كانت شديدة التركيز على الأمن وليس العدالة. على سبيل المثال، أصدر الاتحاد الأوروبي مذكرة اعتقال أوروبية، لكن لا توجد حقوق مشتركة للمتهمين الذين اعتُقلوا بموجبها. بفضل الصلاحيات القوية في لشبونة، أسست مفوضية باروسو الثانية منصب مفوض مخصص للعدالة (كان مقترنًا سابقًا بالأمن ضمن وزارة واحدة) يلزم الدول الأعضاء بتقديم تقارير عن تنفيذها لميثاق الحقوق الأساسية. علاوةً على ذلك، تقدم المفوضية مقترحات للحقوق المشتركة للمُدعى عليهم، ولتحسين ظروف السجن وضمان رعاية ضحايا الجريمة بشكل جيد أينما وُجدوا في الاتحاد الأوروبي. تهدف هذه المقترحات إلى إنشاء دائرة قضائية مشتركة بحيث يمكن لكل الأنظمة أن تثق ببعضها البعض.